# Jorge Müller Silva
Jorge Hernán Müller Silva (Santiago, 10 de enero de 1947 - detenido desaparecido el 29 de noviembre de 1974) fue un cineasta chileno y militante del MIR que fue detenido por agentes de la DINA el 29 de noviembre de 1974, junto a su pareja la cineasta Carmen Bueno Cifuentes, quién también es detenida desaparecida. Tenía 27 años en la fecha de la detención. En recuerdo de la pareja de cineastas, el 29 de noviembre, se conmemora el Día del Cine Chileno.

## Un cineasta detenido por la DINA
El padre de Jorge, Rodolfo Müller, tenía 14 años cuando llegó a Chile con su familia huyendo del nazismo, por lo que dejaron Alemania antes del inicio de la Segunda Guerra Mundial. Rodolfo contrajo matrimonio con una chilena, Irma Silva. De esta unión nacieron Jorge, el 10 de enero de 1947, y Sonia, tres años menor. La personalidad de Jorge lo llevó a dejar el colegio en el año 1965. En 1969, postuló a cine siendo aceptado en la Escuela de Cine de la Universidad de Chile, con sede en Viña del Mar. Fue un alumno destacado tanto en lo académico como en lo creativo, siendo reconocido como un gran innovador para lo que se hacía en el cine de la época. También empieza a vincularse directamente con la política cuando ingresa a militar en las filas del Movimiento de Izquierda Revolucionaria (MIR).
Su primer trabajo cinematográfico fue en 1970, con la co-realización de un documental sobre la lucha y la vida de los trabajadores del carbón, “Reportaje a Lota”. Luego, poniendo en práctica sus conocimientos en la dirección de fotografía, trabaja con Miguel Littin en “La Tierra Prometida”. Colaboró para el director de cine Raúl Ruiz en los filmes “La Expropiación” y “Realismo Socialista”. Su trabajo más emblemático fue La batalla de Chile, bajo la dirección de Patricio Guzmán. Jorge Müller fue el único miembro del equipo que se quedó en Chile, por lo que nunca pudo ver la obra completada, que tuvo que ser sacada del país a través de la embajada de Suecia. En el gobierno de la Unidad Popular, se involucró fuertemente en el equipo de filmación del Presidente Salvador Allende. Incluso viajó junto con el mandatario hacia la Unión Soviética y lo acompañó a muchas otras partes.
La noche anterior a la detención, ambos habían concurrido al cine Las Condes, al estreno de la película "A la sombra del Sol", en cuya producción habían participado. La pareja detenida fue conducida al recinto de la DINA de Villa Grimaldi. En este lugar fueron objeto de torturas. Ex presos políticos del recinto son testigos de la permanencia de Jorge Müller y Carmen Bueno en Villa Grimaldi. Jorge Müller en tanto, estuvo en Villa Grimaldi en la misma celda que Víctor Zúñiga, quién conversó con él y fueron trasladados en la misma época a Cuatro Álamos, no quedando juntos en esta ocasión. En el recinto de Cuatro Álamos, los testigos coinciden en manifestar que Jorge y Cecilia se comunicaban en este recinto por señas, cuando las mujeres eran llevadas al baño. Fueron sorprendidos en estas comunicaciones por un agente, Jorge Müller fue conducido a la oficina del Jefe del recinto, Orlando Manzo Durán, el que lo amonestó y le dijo que sería castigado. Al día siguiente de este incidente, la pareja fue sacada de Cuatro Álamos, no volvieron a ser vistos en ningún otro lugar.
En noviembre de 1975, el delegado chileno ante las Naciones Unidas, Sergio Diez Palma, entregó un Informe del gobierno militar que él representaba a la Comisión de Derechos Humanos de la ONU. En esta exposición, el embajador Diez intentó demostrar que las denuncias de desaparición de prisioneros y las violaciones a los derechos humanos en Chile eran falsas y mal intencionadas. Entre otras cosas, entregó un listado de setenta personas que habían sido denunciadas como desaparecidas, las cuales no tendrían existencia legal; entre estos nombres figuraba el de Jorge Müller Silva. Sin embargo, como él tenía además nacionalidad alemana, ya que su padre es alemán, la Embajada de Alemania Federal pidió explicaciones al gobierno militar, el que respondió a través del Ministerio de Relaciones Exteriores que la inclusión de Müller en este Informe se debió "a un lamentable error, cuyas causas se investigan". El resultado de esta supuesta investigación nunca se conoció.

## Proceso judicial en dictadura
El 7 de diciembre de 1974 se interpuso un recurso de amparo en favor de Carmen Bueno ante la Corte de Apelaciones de Santiago, rol 1534-74, el que fue declarado sin lugar el 23 de enero de 1975. La Corte ordenó remitir los antecedentes al Juzgado del Crimen correspondiente, para que se investigaran los hechos denunciados, la causa rol 91.149 en el 6.º Juzgado del Crimen de Santiago, a la cual se acumuló en mayo del mismo año una denuncia presentada ante el mismo Tribunal por presunta desgracia de Jorge Müller. El 16 de diciembre de 1975 se cerró el sumario y se dictó sobreseimiento temporal, por no encontrarse acreditado el delito.  
El 14 de mayo de 1976, el padre de Carmen Bueno vuelve a interponer un recurso de amparo en favor de la joven ante la Corte de Apelaciones de Santiago, rol 400-76. Sin embargo, una vez más también, la Corte rechazó el recurso.
En mayo de 1979, el ministro Servando Jordán, designado para investigar las causas por desaparición de personas detenidas por la DINA. El ministro Jordán acumuló a este proceso otra causa por presunta desgracia de Jorge Müller, el Juez cerró el Sumario y dictó sobreseimiento temporal por no encontrarse acreditado el delito, a los diez días de haberse abierto el sumario.  El ministro Jordán se declaró incompetente para continuar la investigación por desaparición de Carmen Bueno y Jorge Müller y remitió los antecedentes a la 2.ª Fiscalía Militar. La causa 553-78 de la 2.º Fiscalía Militar tuvo a la vista los antecedentes que acumuló el ministro en Visita por casos de detenidos desaparecidos. Sin que se realizaran diligencias durante cuatro años, el 20 de noviembre de 1989, el teniente coronel de Ejército, Enrique Ibarra Chamorro, fiscal general militar, solicitó para esta causa la aplicación del Decreto Ley de Amnistía (D.L. 2.191) porque el proceso había tenido como finalidad exclusiva la investigación de presuntos delitos ocurridos durante el período comprendido entre el 11 de septiembre de 1973 y el 10 de marzo de 1978 y porque, durante los 10 años de tramitación, no se había logrado "determinar responsabilidad de persona alguna". El 30 de noviembre de 1989, la solicitud fue acogida por el 2.º Juzgado Militar, el que sobreseyó total y definitivamente la causa
La madre de Jorge Müller enfermó de un cáncer que le provocó la muerte el año 1990, sin que pudiera encontrar a su hijo ni conocer toda la verdad de lo que le sucedió.

## Informe Rettig
Familiares de Jorge Müller Silva  presentaron su caso ante la Comisión Rettig, Comisión de Verdad que tuvo la misión de calificar casos de detenidos desaparecidos y ejecutados durante la dictadura. Sobre el caso de Carmen Bueno y Jorge Muller, el Informe Rettig señaló que:

“El 29 de noviembre de 1974 fueron detenidos en la vía pública, en Santiago, cuando se dirigían a su trabajo los militantes del MIR Jorge Hernán MÜLLER SILVA y su compañera de trabajo en Chile Films, Carmen Cecilia BUENO CIFUENTES.
Según testimonios, ambos fueron llevados al recinto de Villa Grimaldi y luego trasladados a Cuatro Álamos desde donde desaparecieron en poder de la DINA.
La Comisión está convencida de que la desaparición de ambos fue obra de agentes del Estado, quienes violaron así sus derechos humanos”.

## Proceso judicial en democracia
El caso de Carmen Bueno Cifuentes y Jorge Müller Silva fue investigado por el ministro de la Corte de Apelaciones de Santiago, Hernán Crisosto. El magistrado investigó el proceso “Episodio Operación Colombo”, en un caso que denominó “Carmen Cecilia Bueno Cifuentes”, con el rol N.º 2182-98, con el objetivo de investigar el delito de secuestro calificado y el delito de aplicación de tormentos a de Carmen Cecilia Bueno Cifuentes y Jorge Hernán Müller Silva. El 27 de noviembre el ministro Hernán Crisosto, dictó condena en contra de 56 exagentes de la Dirección de Inteligencia Nacional (DINA) por su responsabilidad en los delitos de secuestro calificado de la pareja de cineastas Carmen Bueno y Jorge Müller.
En la resolución, el ministro de fuero condenó a los exagentes DINA: César Manríquez Bravo, Pedro Espinoza Bravo, Raúl Iturriaga Neumann y Miguel Krassnoff Martchenko a penas de 20 años de prisión, en calidad de autores de los delitos.
En tanto, deberán purgar 12 años de prisión. También como autores, los exagentes DINA: Orlando Manzo Durán, Manuel Andrés Carevic Cubillos, Alejandro Francisco Astudillo Adonis; Demóstenes Eugenio Cárdenas Saavedra, Sylvia Teresa Oyarce Pinto, Gerardo Ernesto Godoy García, Manuel Heriberto Avendaño González, Heriberto del Carmen Acevedo, Nelson Aquiles Ortiz Vignolo, Julio José Hoyos Zegarra, Silvio Antonio Concha González, Pedro Ariel Araneda Araneda, José Mario Friz Esparza, Luis Rigoberto Videla Inzunza, Jorge Segundo Madariaga Acevedo, Teresa del Carmen Osorio Navarro, José Abel Aravena Ruiz, Ricardo Víctor Lawrence Mires; Ciro Ernesto Torré Sáez; Basclay Humberto Zapata Reyes, Rosa Humilde Ramos Hernández, Pedro René Alfaro Fernández, Luis René Torres Méndez, Rodolfo Valentino Concha Rodríguez, Juan Ángel Urbina Cáceres, Jerónimo del Carmen Neira Méndez, Luis Fernando Espinace Contreras, Palmira Isabel Almuna Guzmán, Hugo Rubén Delgado Carrasco, Carlos López Inostroza, Hugo del Tránsito Hernández Valle, Francisco Maximiliano Ferrer Lima, Fernando Eduardo Lauriani Maturana, Héctor Wacinton Briones Burgos y Leonidas Emiliano Méndez Moreno.
Asimismo, el ministro Crisosto condenó a penas de 6 años de prisión, como cómplices de ambos delitos, a los agentes: Daniel Valentín Cancino Varas, Fernando Enrique Guerra Guajardo, Jorge Antonio Lepileo Barrios, Lautaro Eugenio Díaz Espinoza, Raúl Alberto Soto Pérez, José Jaime Mora Diocares, Eugenio Jesús Fieldhouse Chávez, Jaime Humberto Paris Ramos, José Stalin Muñoz Leal, Juan Carlos Escobar Valenzuela, Pedro Segundo Bitterlich Jaramillo, Víctor Manuel San Martín Jiménez, Juvenal Alfonso Piña Garrido, Reinaldo Concha Orellana, Osvaldo Octavio Castillo Arellano, Guido Arnoldo Jara Brevis, Hugo Hernán Clavería Leiva, Carlos Enrique Miranda Mesa, Víctor Manuel Álvarez Droguett, Olegario Enrique González Moreno, Miguel Ángel Yáñez Ugalde, Víctor Manuel Molina Astete, Gustavo Galvarino Caruman Soto, Rafael de Jesús Riveros Frost y Héctor Carlos Díaz Cabezas.
En el caso del agente Samuel Fuenzalida Devia, se le aplicó una sentencia de 3 años y un día de prisión, por su responsabilidad como autor, con el beneficio de la libertad vigilada. Asimismo, fueron absueltos los agentes Alejandro Francisco Molina Cisternas, Nelson Alberto Paz Bustamante, Héctor Raúl Valdebenito Araya, Carlos Enrique Letelier Verdugo, Herman Eduardo Ávalos Muñoz y Raúl Bernardo Toro Montes.
En la etapa de investigación, el ministro Hernán Crisosto logró determinar los siguientes hechos: 

"El día 29 de noviembre de 1974, Carmen Cecilia Bueno Cifuentes y su pareja Jorge Hernán Müller Silva, militantes del Movimiento de Izquierda Revolucionaria (MIR), fueron detenidos en la vía pública, en calle Francisco Bilbao con Los Leones de Santiago, por agentes pertenecientes a la Dirección Nacional de Inteligencia (DINA) quienes los introdujeron a una camioneta C-10 y los trasladaron al recinto de reclusión clandestino de la DINA denominado "Villa Grimaldi", ubicado en Lo Arrieta N° 8200, de La Reina y posteriormente al recinto de reclusión clandestino denominado "Cuatro Álamos", ubicado en calle Canadá N° 3000, de Santiago, que eran custodiados por guardias armados y a los cuales sólo tenían acceso los agentes de la DINA;
Los ofendidos Carmen Cecilia Bueno Cifuentes y Jorge Hernán Müller Silva durante su estada en los cuarteles de Villa Grimaldi y Cuatro Álamos, permanecieron sin contacto con el exterior, vendados y amarrados, siendo en el primero de ellos continuamente sometidos a interrogatorios bajo tortura por agentes de la Dina que operaban en dichos cuarteles con el propósito de obtener información relativa a integrantes del MIR, para proceder a la detención de sus miembros;
La última vez que las víctimas Bueno Cifuentes y Müller Silva fueron vistos con vida, ocurrió un día no determinado a mediados del mes de diciembre de 1974, sin que exista hasta la fecha, antecedentes sobre el paradero de ambos, encontrándose desparecidos hasta la fecha".

En segunda instancia el 6 de marzo de 2020 la Corte de Apelaciones de Santiago condenó a exmiembros de la Dirección de Inteligencia Nacional (DINA) como autores del delito de secuestro calificado del matrimonio de Carmen Bueno y Jorge Müller. En fallo dividido se confirmó la sentencia dictada por el ministro en visita Hernán Crisosto, en la parte que condenó a 31 exagentes por su participación en el delito perpetrado en el marco del operativo conocido como "Operación Colombo".
En la causa, los exagentes DINA fueron condenados por el delito a:
- César Manríquez Bravo, 20 años de prisión.
- Pedro Espinosa, 20 años de prisión
- Raúl Iturriaga 20 años de prisión
- Miguel Krassnoff 20 años de prisión.

En el caso de los exagentes DINA: Manuel Carevic Cubillos, Alejandro Astudillo Adonis, Demóstenes Cárdenas Saavedra, Sylvia Oyarce Pinto, Gerardo Godoy García, Manuel Avendaño González, Heriberto del Carmen Acevedo, Nelson Ortiz Vignolo, Silvio Concha González, Pedro Araneda Araneda, Luis Videla Inzunza, Jorge Madariaga Acevedo, Teresa Osorio Navarro, José Aravena Ruiz, Ricardo Lawrence Mires, Ciro Torré Sáez, Rosa Ramos Hernández, Pedro Alfaro Fernández, Luis Torres Méndez, Juan Urbina Cáceres, Jerónimo Neira Méndez, Palmira Almuna Guzmán, Hugo Delgado Carrasco, Carlos López Inostroza, Hugo Hernández Valle, Francisco Ferrer Lima y Fernando Lauriani Maturana se ratificó que deberán purgar 12 años de prisión.
En tanto, la sala revocó la resolución en la parte que condenó a los procesados Julio José Hoyos Zegarra, Rodolfo Concha Rodríguez, Luis Espinace Contreras, Leonidas Méndez Moreno y Samuel Fuenzalida Devia, como autores de los delitos de secuestro de Bueno Cifuentes y Müller Silva.
Asimismo, se revocaron las condenas, en calidad de cómplices, de los exagentes DINA: Raúl Alberto Soto Pérez, José Mora Diocares, Daniel Valentín Cancino Varas, Jaime Humberto Paris Ramos, José Stalin Muñoz Leal, Juan Carlos Escobar Valenzuela, Pedro Segundo Bitterlich Jaramillo, Juvenal Alfonso Piña Garrido, Osvaldo Octavio Castillo Arellano, Reinaldo Alfonso Concha Orellana, Fernando Enrique Guerra Guajardo, Guido Arnoldo Jara Brevis, Hugo Hernán Clavería Leiva, Carlos Enrique Miranda Mesa, Víctor Manuel Álvarez Droguett, Víctor Manuel Molina Astete, Olegario Enrique González Moreno, Miguel Ángel Yáñez Ugalde, Héctor Carlos Díaz Cabezas, Jorge Antonio Lepileo Barrios, Lautaro Eugenio Díaz Espinoza, Víctor Manuel San Martín Jiménez y Rafael de Jesús Riveros Frost, decretando, en su lugar, que todos quedan absueltos de los cargos formulados en su contra.
Decisión acordada con el voto en contra del ministro Llanos, quien estuvo por confirmar la sentencia recurrida respecto de los procesados Samuel Fuenzalida Devia, Rodolfo Valentino Concha Rodríguez, Daniel Cancino Varas y Pedro Bitterlich Jaramillo.

## Memoria, día del Cine Chileno
En recuerdo de la detención y desaparición de los cineastas Carmen Bueno Cifuentes y Jorge Hernán Müller Silva es que el día de su detención el 29 de noviembre se conmemora el Día del Cine Chileno“.